# Hartvik
Hartvik (Chartuitius, Carthvitus, Cartvicus, Chartvirgus, Hartvicus, Hartwick) fue obispo de Győr entre 1088 y 1105, cuya principal obra fue una hagiografía sobre el rey Esteban realizada entre 1112 y 1116 en tiempos de Colomán el Bibliófilo. Por decreto del Papa Inocencio III de 1201, cuando aprobó el texto con algunas modificaciones, es la biografía oficial de San Esteban. Su valor de fuente histórica está determinado principalmente por el propósito de su escritura, por lo que su credibilidad está en duda.

## Biografía
Dávid Czvittinger afirmó que era húngaro y sitúa su época en el siglo XI. Fue educador del príncipe Colomán, hijo de Andrés I. 
La opinión más común, sin embargo, es que es de origen alemán. Primero fue obispo de Magdeburgo y luego de Ratisbona desde 1105 hasta 1126. En esa calidad llegó a Hungría con el emperador Enrique V y permaneció aquí durante dos años. 
Asimismo estaría relacionado con la casa real húngara y, por instrucción del rey Colomán, escribió la biografía del rey San Esteban en Székesfehérvár dedicada al rey. Basó su obra en dos hagiografías anteriores. Gyula Pauler lo considera que corresponde con la figura del obispo de Győr, cuyo nombre era Arduino, a quien el rey Colomán envió a Sicilia en 1097 a por su esposa Felicia, y a quien en 1103 se halla junto del arzobispo Seraphin.